# تومي جوستين (لاعب كرة قاعدة)
تومي جوستين (بالإنجليزية: Tommy Heath)‏ هو لاعب كرة قاعدة أمريكي، ولد في 13 أغسطس 1913 في أكرون في الولايات المتحدة، وتوفي في 26 فبراير 1967 في لوس غاتوس في الولايات المتحدة.

## وصلات خارجية
- تومي جوستين على موقعبيزبول رفرنس.كوم (الدوري الرئيسي) (الإنجليزية)
- تومي جوستين على موقعبيزبول رفرنس.كوم (الدوري الثانوي) (الإنجليزية)